# تئودور هولم نلسون
تئودور هولم نلسون (به انگلیسی: Theodour Holm Nelson) (زاده ۱۹۳۷) ملقب به تد نلسون مهندس آمریکایی است که اصطلاح ابرمتن را در سال ۱۹۶۳ پدیدآورد. نلسون یکی از نخستین سازندگان ابرمتن و در ادامه آن ابررسانه که متن، تصویر، صدا و ویدئو را نیز دربرمی گیرد، بوده‌است.